# Lucifuga
Lucifuga is een geslacht van straalvinnige vissen uit de familie van naaldvissen (Bythitidae).

## Soorten
- Lucifuga inopinata Cohen & McCosker, 1998
- Lucifuga lucayana Møller, Schwarzhans, Iliffe & Nielsen, 2006
- Lucifuga simile Nalbant, 1981
- Lucifuga spelaeotes Cohen & Robins, 1970
- Lucifuga dentata Poey, 1858
- Lucifuga subterranea Poey, 1858
- Lucifuga teresinarum Díaz Pérez, 1988